# Amoralizm
Amoralizm (inaczej immoralizm, moralny nihilizm) – pogląd, który odrzuca normy moralne i etyczne. Istnieje rozróżnienie na dwie zasadnicze gałęzie amoralizmu - społeczny i absolutny. Pierwszy z nich nie jest amoralizmem w ścisłym znaczeniu. Amoralistami społecznymi byli filozofowie, których etyka zaprzeczała obowiązującym w danym czasie normom (np. można amoralistą społecznym nazwać Sokratesa czy Jezusa Chrystusa). Amoraliści absolutni nie odrzucają norm obowiązujących w danej społeczności – odrzucają już samą możliwość istnienia i tworzenia zasad etycznych. Głównymi przedstawicielami amoralizmu w takim wydaniu byli m.in. Max Stirner i Friedrich Nietzsche. Zalążki nurtu pojawiły się już w starożytności – u sofistów i cyrenaików. Na przestrzeni dziejów motywy amoralistyczne wciąż pojawiały się u reprezentantów różnych szkół i poglądów. Np. w renesansie u Machiavellego, w XIX w. m.in. u Schopenhauera czy Nietzschego, a w XX w. u egzystencjalistów. Najpełniej w dziejach amoralizm rozwinął się u wspomnianego już wcześniej, dziewiętnastowiecznego filozofa, Maksa Stirnera.